# William John McKell
William John McKell (26 septembre 1891 - 11 janvier 1985), est un homme politique australien qui est Premier Ministre de Nouvelle-Galles du Sud de 1939 à 1947, puis douzième gouverneur général d'Australie.

## Biographie
McKell est né à Pambula en Nouvelle-Galles du Sud. Son père était boucher. Il fit ses études à Sydney et devint chaudronnier et fut secrétaire national du syndicat de chaudronniers en 1915. Il fut élu député de Nouvelle-Galles du Sud pour le parti travailliste australien pour la circonscription de Redfern en 1917 et garda le siège jusqu'à sa démission en 1947 pour devenir gouverneur-général sauf dans la période de la représentation proportionnelle (1920-1927), où il fut député pour le district de Botany. En 1920, il épousa Mary Pye. Alors qu'il était député, il étudia le droit et devint avocat en 1925. Il participa aux gouvernements travaillistes de Jack Lang : il fut Ministre de la Justice de 1925 à 1927 et de 1931 à 1932 et Ministre du gouvernement local de 1930 à 1931.
Pendant les années 1930, McKell s'opposa à l'intérieur du parti à Jack Lang pour son comportement qu'il jugeait dictatorial et ses échecs électoraux. En 1939 il le remplaça à la tête du Parti et comme chef de l'opposition. En 1941, il devint Premier Ministre de l'État après avoir remporté une victoire éclatante électorale.
Pendant la Seconde Guerre mondiale, il devint un proche collaborateur des Premiers Ministres travaillistes fédéraux John Curtin et Ben Chifley qui devint par la suite un de ses proches amis. En février 1947 Chifley le nomma gouverneur général. Lorsque sa nomination fut annoncée, McKell était encore Premier Ministre de Nouvelle-Galles du Sud bien qu'il ait déjà décidé de quitter la vie politique.
Ce choix fut vivement critiqué par l'opposition conservatrice mais lorsque McKell prit ses fonctions, il continua à montrer le plus grand respect pour la Couronne et son comportement fut tel qu'il ne souleva aucune critique. McKell exerça sa charge avec beaucoup de dignité et réussit à se faire accepter par tous à l'exception de quelques inflexibles anglophiles. Quand le libéral Robert Menzies succéda à Chifley comme Premier Ministre en décembre 1949, ses relations avec McKell furent cordiales si elles ne furent pas amicales.
Le moment le plus controversé de son mandat se produisit en mars 1951, quand Menzies lui demanda une double dissolution. Le parti travailliste avait gardé la majorité au Sénat après les élections de 1949 et le Sénat avait renvoyé le projet de lois de Finances en commission. Menzies expliqua que cela constituait un refus de vote selon la section 57 de la Constitution australienne.
Beaucoup au parti travailliste - mais pas Chifley - pensaient que McKell pouvait et devait refuser cette double dissolution à Menzies mais McKell l'accepta après une petite hésitation. McKell défendit le fait qu'il appartenait aux électeurs et non à lui de décider qui du Sénat ou de Menzies avait raison : il vit comme un devoir pour lui d'agir selon les conseils du Premier Ministre.
McKell se retire en mai 1953 et vit à Sydney pendant encore 30 ans. Il meurt en 1985.